# Ruksana
Ruksana (Afeganistão) é uma cirurgiã e professora afegã. A BBC incluiu-a na lista das 100 mulheres mais influentes do mundo de 2021.
Ruksana fundou uma entidade que vela pela saúde dos pacientes deslocados pelo conflito de 2021, quando os talibãs voltaram ao poder. Foi voluntária de um programa que luta contra o câncer e, em 2021, impulsionou uma iniciativa de comunicação sobre o câncer de mama.